# 米沢電気工事
米沢電気工事株式会社（よねざわでんきこうじ、英称：YONEZAWA ELECTRICAL ENGINEERING）は、石川県金沢市に本社を置く電気工事、電気通信工事を主に行う企業（建設業）である。

## 沿革
- 1921年7月10日 - 創業
- 1948年3月16日 - 株式会社米沢電気工業所設立
- 1950年5月 - 米沢電気工事株式会社に商号変更
- 1960年5月 - 名古屋支店開設
- 1964年4月 - 富山営業所開設
- 1971年2月 - 東京支店開設
- 1972年10月 - 新潟営業所開設
- 1975年1月 - 大阪支店開設
- 1979年5月 - 資本金を8,000万円に増資
- 1980年11月 - 本社を現在地に移転
- 1995年11月 - 福井営業所開設
- 1997年9月 - 埼玉営業所開設
- 1999年10月 - ISO 9001取得
- 2002年7月 - 京都営業所開設
- 2005年12月 - 白山営業所開設
- 2006年2月 - 小松営業所開設
- 2007年5月 - ISO 14001取得
- 2011年1月 - 東京支店新社屋に移転
- 2013年12月 - ANNEX-Ⅱ完成
- 2018年3月 - 大阪支店新社屋完成
- 2021年9月 - 本社新社屋完成
- 2022年1月 - 北陸支店を開設

## 主な事業内容
- 電気工事
- 電気設備工事
- 土木工事
- 消防施設工事
- 管工事

## 事業所
- 本社 - 石川県金沢市進和町32番地（郵便番号 921-8588）
- 支店 - 東京（東京都世田谷区）、大阪（大阪市城東区）、名古屋（名古屋市中村区）
- 営業所 - 白山（石川県白山市）、小松（石川県小松市）、富山（富山県富山市）、福井（福井県福井市）、新潟（新潟市中央区）

## 米沢電気グループ
- 米沢電気工事の関連企業は米沢電気グループと総称されている。
  - 北星産業 - 石油販売、自動車整備業
  - 株式会社ホクト・シーパーツ - 自動車部品・付属品小売
  - 日産プリンス金沢 - 日産自動車ディーラー（レッドステージ店）
  - 石川日産 - 日産自動車ディーラー（ブルーステージ店）
  - 大和タクシー - タクシー事業、運転代行
  - 大和自動車交通 - タクシー事業（東京都中央区にある同名の企業大和自動車交通とは別法人）
  - 大和タクシーコールネット - タクシー事業
  - 大和あんしん保険 - 生命保険代理店
  - 米沢ビルシステムサービス - ビル管理
  - 米沢エナジーマネジメントサービス - 電気保安管理業務
  - テクノブレーン - 空調・給排水衛生工事
  - 北都電設工事 - 電気・通信工事
  - オータム - 「しあわせの湯 野々市」運営
  - 社会福祉法人若松保育園
  - 株式会社アイ・ステップ - 各種コンサルティング事業